# Sposi
Pour plus de détails, voir Fiche technique et Distribution.
Sposi est un film italien de Pupi Avati, Antonio Avati, Cesare Bastelli, Felice Farina et Luciano Manuzzi sorti en 1988.

## Fiche technique
- Titre français : Sposi
- Réalisation : Pupi Avati, Antonio Avati,  Cesare Bastelli, Felice Farina et Luciano Manuzzi
- Scénario : Pupi Avati, Fabrizio Corallo, Luciano Manuzzi et Salvatore Marcarelli
- Montage : Amedeo Salfa
- Musique : Riz Ortolani
- Production : Antonio Avati, Pupi Avati et Claudio Bonivento
- Pays d'origine : Italie
- Genre : comédie
- Date de sortie : 1988

## Distribution
- Jerry Calà : Luca
- Delia Boccardo : Assunta
- Carlo Delle Piane : Mario
- Elena Sofia Ricci : Silvia
- Alessandro Haber : Robby
- Ottavia Piccolo : Federica
- Nik Novecento : Davide